# Vincent (Ohio)
Vincent – jednostka osadnicza w Stanach Zjednoczonych, w stanie Ohio, w hrabstwie Washington.